# Paul Nabil El-Sayah
Paul Nabil El-Sayah (ur. 26 grudnia 1939 w Ajn al-Charruba) – libański duchowny maronicki, w latach 2011-2016 biskup kurialny Antiochii.

## Życiorys
Święcenia kapłańskie przyjął 6 sierpnia 1967. 8 czerwca 1996 został mianowany arcybiskupem Hajfy i Ziemi Świętej. Sakrę biskupią otrzymał 5 października 1996. 6 czerwca 2011 został wybrany na biskupa kurialnego Antiochii, wybór potwierdzono 25 czerwca. 17 czerwca 2016 przeszedł na emeryturę.